# Grails (Band)
Grails ist eine US-amerikanische Rockband aus Portland, Oregon. Ihre Musik ist instrumental und wird Stilrichtungen wie Post-Rock, Psychedelic und Drone-Metal zugeordnet.

## Biografie

### Vorgeschichte
Grails gingen aus der in den späten 1990er Jahren formierten Band Laurel Canyon hervor, die als Liveact von Gitarrist Alex John Hall gegründet wurde. Mit dabei waren Drummer Emil Amos (auch bekannt unter seinem Soloprojekt „Holy Sons“) und der zweite Gitarrist Paul Spitz. Im Anschluss an positive Publikumsreaktionen wurden die lokalen Musiker Timothy Horner (Geige) und Bill Slater (Klavier/Bass) ins Studio eingeladen, um ein erstes Minialbum aufzunehmen. Nachdem die Band 2000 und 2001 zwei EPs im Eigenlabel herausgebracht hatte, verließ Paul Spitz die Vereinigten Staaten. Sein Nachfolger Zak Riles trug mit seinen elektrischen und akustischen Gitarrenparts entscheidend zum Klangbild der ausgedehnten Soundscapes bei, bei dem sich Einflüsse aus dem Stoner Rock mit keltischen oder asiatischen Stilelementen abwechselten. 2002 sandte Hall eine Promo-CD zum Label Neurot Recordings, dessen Betreiber Steve von Till (von der Band Neurosis) die Gruppe unter Vertrag nahm.

### Stilentwicklung
Kurz vor dem Erscheinen ihres ersten Longplayers „The Burden of Hope“ (2003) änderte die Band ihren Namen zu '"Grails'". Trotz dieses Bezugs zum Gralsmythos liegt dem Bandkonzept kein erkennbarer mythologischer Überbau zugrunde. Neben angedeuteten mythischen Aspekten zählen Anspielungen auf Genrefilmästhetik der 60er und 70er Jahre zu den wiederkehrenden Motiven im Coverartwork und in Songtiteln. Ein Jahr später erschien ebenfalls bei Neurot das Zweitwerk „Redlight“, das stilistisch an den Vorgänger anknüpfte. Kurze Zeit später lud die britische Plattenfirma Southern Records die Band in ihr Londoner Studio ein, um einige Klassiker des Psychedelic Rock neu zu interpretieren. Coverversionen von Gong, The Byrds, und Flower Travellin’ Band sollen der Anekdote nach im Tourbus entstanden sein. Der Stil der Band wurde mit der Zeit immer abwechslungsreicher, da alle Mitglieder an den Kompositionen beteiligt sind, die dann deren jeweilige Handschrift tragen.
Als ein Höhepunkt des Grails-Schaffens wird häufig die 'Black Tar Prophecies'-Reihe bezeichnet. Teil I erschien noch als Split-Veröffentlichung mit der stilverwandten Band Red Sparowes, gefolgt von einer ausschließlich von den Grails bestrittenen Fortsetzung. Teil III kam auf CD und enthielt neben Stücken der beiden LPs neues Material. Am Ende dieser Phase verließ Geiger Timothy Horner überraschend die Band, die fortan nur noch aus vier festen Mitgliedern bestehen sollte. Bei Konzerten wird das Kern-Lineup von Gastmusikern wie Randall Dunn und Dave Abramson unterstützt, so dass Drummer Emil Amos von Stück zu Stück zwischen Schlagzeug und Gitarre wechseln kann. 2007 veröffentlichten Grails ihr drittes Album "Burning off Impurities" auf dem New Yorker Post-Rock-Label Temporary Residence, 2008 zwei weitere Longplayer namens "Take Refuge in Clean Living" Important Records und "Doomsdayer's Holyday (Temporary Residence). Die 2009 erschienene DVD „Acid Rain“ fasst diese kreative Periode zusammen und enthält Videoclips, eine New Yorker Live-Performance von 2007 und einige ältere Mitschnitte. Auch weitere 'Black Tar Prophecies' (4-6) sind auf Vinyl bzw. als kompilierte CD auf dem Markt.

### Weitere Projekte
Die einzelnen Bandmitglieder sind nebenbei an anderen musikalischen Projekten beteiligt. Hall hat Gitarre bei Steve Von Tills Projekt Harvestman gespielt, Amos spielte neben seinem eigenen Holy Sons-Projekt Schlagzeug für Jandek, für Yellow Swans und seit einigen Jahren als festes Mitglied von OM. Riles ist zweiter Livegitarrist bei M. Ward.

## Diskografie
Alben
- The Burden of Hope (2003; Neurot Recordings)
- Redlight (2006; Neurot Recordings)
- Burning Off Impurities (2007; Temporary Residence Limited)
- Take Refuge in Clean Living (2008; Important Records)
- Doomsdayer's Holiday (2008; Temporary Residence Limited)
- Deep Politics (2011Temporary Residence Limited)
- Black Tar Prophecies Vol. 5 (2012; Kemado Records)
- Chalice Hymnal (2017)
- Anches En Maat (2023)
- Miracle Music (2025; Temporary Residence Limited)

Singles und EPs
- Interpretations of Three Psychedelic Rock Songs from Around the World (2005; Latitudes)
- Black Tar Prophecies Vol. I (2006; Robotic Empire)
- Black Tar Prophecies Vol. 2 (2006; Aurora Borealis)
- Black Tar Prophecies Vol. 4 (2010; Important Records)

Compilations
- Black Tar Prophecies Vols. 1, 2 and 3 (2006; Important Records)
- The Burden Of Hope / Redlight (2006; Robotic Empire)
- Black Tar Prophecies Vols. 4, 5 and 6 (2013; Temporary Residence Limited)

Videos
- Acid Rain (2009; Temporary Residence Limited)